# Diari oficial belga
El Diari Oficial Belga, oficialment Belgisch Staatsblad,Moniteur Belge o Belgisches Staatsblatt és el Diari Oficial del Regne de Bèlgica.
Qualsevol nova llei o canvi que es faci en una llei existent només pren efecte quan s'ha publicat al Diari Oficial. També informa d'altres formalismes que han de ser coneguts per la ciutadania belga, incloent activitats com obrir un negoci, per exemple.
El Diari Oficial es va publicar per primera vegada el 16 de juny de 1831. Durant la Segona Guerra Mundial el diari es va publicar per separat al'hora però amb el mateix nom pel Govern Belga a l'exhili i per l'Autoritat Militar a Bèlgica i al Nord de França. Per poder distinguir entre els dos, el govern a l'exili més endavant va afegir l'etiqueta (Govern a l'exhili) a la publicació. Per estalviar diners, la versió en paper es va canviar per una versió electrònica equivalen el 2011 i és disponibler per a tothom a Internet..